# Crénéis
Pour les articles homonymes, voir Crénéis.
Dans la mythologie grecque, Crénéis est une Néréide, fille de Nérée et de Doris, citée par Hygin dans sa liste de Néréides. 

## Famille
Ses parents sont le dieu marin primitif Nérée, surnommé le vieillard de la mer, et l'océanide Doris. Elle est l'une de leur multiples filles, les Néréides, généralement au nombre de cinquante, et a un frère unique, Néritès. Pontos (le Flot) et Gaïa (la Terre) sont ses grands-parents paternels, Océan et Téthys ses grands-parents maternels.

## Évocation moderne

### Musique
- Elle est citée (« J'ai embrasé Crénéis dans les flammes des goémons ») dans la chanson, J'ai croisé les Néréides du groupe breton Tri Yann, dans son album Abysses (2007).